# Georgetown (Delaware)
Georgetown – miasto w Stanach Zjednoczonych, w stanie Delaware, siedziba administracyjna hrabstwa Sussex. W mieście znajduje się port lotniczy Hrabstwo Sussex.